# Cateria
Cateria és un gènere de cinorrincs dintre de l'ordre dels cicloràgids, l'únic de la família dels catèrids.

## Famílies
- Cateria gerlachi, Higgins, 1968.[1]
- Cateria styx, Gerlach, 1956.[2]